# Phygela latipennis
Phygela latipennis är en insektsart som beskrevs av Heinrich Hugo Karny 1931. Phygela latipennis ingår i släktet Phygela och familjen vårtbitare. Inga underarter finns listade i Catalogue of Life.